# Вежбово (Ломжинський повіт)
Вежбово (пол. Wierzbowo) — село в Польщі, у гміні Снядово Ломжинського повіту Підляського воєводства.
Населення — 200 осіб (2011).
У 1975-1998 роках село належало до Ломжинського воєводства.

## Демографія
Демографічна структура станом на 31 березня 2011 року:
|          | Загалом | Допрацездатний вік | Працездатний вік | Постпрацездатний вік |
| -------- | ------- | ------------------ | ---------------- | -------------------- |
| Чоловіки | 110     | 30                 | 68               | 12                   |
| Жінки    | 90      | 22                 | 50               | 18                   |
| Разом    | 200     | 52                 | 118              | 30                   |